# Anthony Mackie
Anthony Dwane Mackie (n. 23 septembrie 1978) este un actor american. A apărut în mai multe filme, seriale de televiziune pe Broadway și Off-Broadway, inclusiv Ma Rainey's Black Bottom, Drowning Crow, McReele, A Soldier's Play și piesa de teatru Talk a lui Carl Hancock Rux, pentru care a câștigat un premiu Obie în 2002.
În anul 2002 a apărut în filmul de debut 8 Mile al lui Eminem. A fost nominalizat la Independent Spirit Awards pentru Cel Mai Bun Actor în rolul din filmul Brother to Brother. A doua nominalizare la Independent Spirit Awards a fost în anul 2009 pentru Cel Mai Bun Actor în rol secundar în filmul The Hurt Locker. În 2014, el s-a alăturat Marvel Cinematic Universe ca Sam Wilson / Falcon, unde a apărut prima dată în Captain America: The Winter Soldier, și reluând rolul în Avengers: Age of Ultron, Ant-Man și Captain America: Civil War.
În luna mai 2016, el a jucat în filmul de televiziune HBO All the Way ca Martin Luther King Jr., alături de Bryan Cranston, care câștigase un Premiu Tony pentru modul în care jucase rolul președintelui Lyndon B. Johnson în piesa de teatru cu același nume.

## Filmografie

### Film
| An   | Titlu                                  | Rol                         | Note     |
| ---- | -------------------------------------- | --------------------------- | -------- |
| 2002 | 8 Mile                                 | Papa Doc                    |          |
| 2003 | Crossing                               | Cass                        |          |
| 2003 | Hollywood Homicide                     | Killer "Joker"              |          |
| 2004 | Brother to Brother                     | Perry                       |          |
| 2004 | The Manchurian Candidate               | PFC Robert Baker            |          |
| 2004 | She Hate Me                            | John Henry "Jack" Armstrong |          |
| 2004 | Haven                                  | Hammer                      |          |
| 2004 | Million Dollar Baby                    | Shawrelle Berry             |          |
| 2005 | The Man                                | Booty                       |          |
| 2006 | Freedomland                            | Billy Williams              |          |
| 2006 | Half Nelson                            | Frank                       |          |
| 2006 | Heavens Fall                           | William Lee                 |          |
| 2006 | We Are Marshall                        | Nate Ruffin                 |          |
| 2006 | Crossover                              | Tech                        |          |
| 2007 | Ascension Day                          | Nathaniel "Nat" Turner      |          |
| 2008 | Eagle Eye                              | Major William Bowman        |          |
| 2009 | The Hurt Locker                        | Sergeant J. T. Sanborn      |          |
| 2009 | American Violet                        | Eddie Porter                |          |
| 2009 | Notorious                              | Tupac Shakur                |          |
| 2009 | Desert Flower                          | Harold Jackson              |          |
| 2010 | Night Catches Us                       | Marcus Washington           |          |
| 2011 | The Adjustment Bureau                  | Harry Mitchell              |          |
| 2011 | 10 Years                               | Andre Irine                 |          |
| 2011 | What's Your Number?                    | Tom Piper                   |          |
| 2011 | Real Steel                             | Finn                        |          |
| 2012 | Man on a Ledge                         | Mike Ackerman               |          |
| 2012 | Abraham Lincoln: Vampire Hunter        | William H. Johnson          |          |
| 2013 | Gangster Squad                         | Coleman Harris              |          |
| 2013 | Repentance                             | Tommy Carter                |          |
| 2013 | Pain & Gain                            | Adrian Doorbal              |          |
| 2013 | The Fifth Estate                       | Sam Coulson                 |          |
| 2013 | Runner Runner                          | Agent Eric Shavers          |          |
| 2013 | The Inevitable Defeat of Mister & Pete | Kris                        |          |
| 2014 | Captain America: The Winter Soldier    | Sam Wilson / Falcon         |          |
| 2014 | Black or White                         | Jeremiah Jeffers            |          |
| 2014 | Shelter                                | Tahir                       |          |
| 2015 | Playing It Cool                        | Bryan                       |          |
| 2015 | Avengers: Age of Ultron                | Sam Wilson / Falcon         |          |
| 2015 | Ant-Man                                | Sam Wilson / Falcon         |          |
| 2015 | Our Brand Is Crisis                    | Ben                         |          |
| 2015 | Love the Coopers                       | Officer Percy Williams      |          |
| 2015 | The Night Before                       | Chris Roberts               |          |
| 2016 | Triple 9                               | Marcus Belmont              |          |
| 2016 | Captain America: Civil War             | Sam Wilson / Falcon         |          |
| 2017 | Detroit                                | Karl Greene                 |          |
| 2018 | Avengers: Infinity War                 | Sam Wilson / Falcon         |          |
| 2018 | The Hate U Give                        | King                        |          |
| 2019 | IO                                     | Micah                       |          |
| 2019 | Miss Bala                              | Jimmy                       |          |
| 2019 | Avengers: Endgame                      | Sam Wilson / Falcon         |          |
| 2019 | Point Blank                            | Paul Booker                 |          |
| 2019 | Synchronic                             | Steve                       |          |
| 2019 | Seberg                                 | Hakim Jamal                 |          |
| 2020 | The Banker                             | Bernard Garrett             |          |
| 2021 | Outside the Wire (Zonă mortală)        | Leo                         |          |
| 2021 | The Woman in the Window                | Edward "Ed" Fox             | Terminat |

## Legături externe
- Anthony Mackie la Internet Movie Database
- Feinberg, Scott (3 februarie 2007). „The Best Actor You Haven't Heard of (Yet)”. And the Winner Is. Arhivat din originalul de la 15 mai 2009. Accesat în 28 septembrie 2011.